# Jean-Baptiste Cassart
Jean Baptiste Cassart (Sart-Bernard (Namen), 14 oktober 1871 - 31 december 1953) was een sigarenfabriekeigenaar en van 1927-1932 en 1939-1946 burgemeester van Idegem.  

## Levensloop
Hij was de zoon van Leonard en van Philippine Boreux. Hij trouwde zelf met Angelique Vincent. Sigarenfabrikant Cassart nam in 1921 met een liberaal-katholieke lijst deel aan de gemeenteraadsverkiezing en werd raadslid. Hij zou dit blijven tot 1946. In 1926 behaalde zijn lijst de volstrekte meerderheid en werd hij een eerste keer burgemeester. Zes jaar later moest zijn lijst de duimen leggen voor de katholieke lijst van notaris Blommaert en dokter Hiers en verloor hij zijn burgemeesterssjerp. Maar in 1938 was hij weer aan zet na een nieuwe overwinning. Op 28 mei 1941 (bij besluit van de secretaris-generaal van Binnenlandse Zaken van 17 mei 1941) werd hij voor de rest van de oorlog vervangen door VNV'er Prosper Goossens. In september 1944 nam Jean-Baptiste Cassart weer het burgemeesterschap op.